# Shaanxi Y-8
Die Shaanxi Y-8 (chinesisch 运-8, Pinyin yùn-8) oder Yunshuji-8 (运输机-8,  yùnshūjī-bā – „Transportflugzeug 8“) ist ein mittelschweres Transportflugzeug mittlerer Reichweite des chinesischen Unternehmens Shaanxi Aircraft Corporation.
Sie basiert auf der sowjetischen Antonow An-12. Ihr Nachfolger ist die Shaanxi Y-9. Es gibt viele Varianten von ihr, darunter einige Projekte.

## Geschichte
In den 1960er Jahren kaufte China viele An-12 und stellte sie auch im eigenen Land in Lizenz her.
Nach dem chinesisch-sowjetischen Zerwürfnis arbeitete die Xi´an Aircraft Company an einer erneuten Produktion im eigenen Land. Das Design wurde im Februar 1972 festgelegt, und im Dezember 1972 fand der Erstflug statt.
Dann wurde die Produktion ins Werk von Shaanxi Aircraft verlegt, wo die Testflüge 1975 wieder aufgenommen wurden.
Im Jahr 1981 startete die Serienproduktion der Y-8.
Außerhalb Chinas fliegt die Shaanxi Y-8 auch in Myanmar, Kasachstan, Pakistan, Sudan, Tansania und Venezuela.

## Zwischenfälle
Am 7. Juni 2017 verunglückte eine Y-8 der Luftstreitkräfte von Myanmar über der Andamanensee. Bei dem Unfall kamen 108 Passagiere (Soldaten und deren Angehörige) und 14 Besatzungsmitglieder ums Leben. Am 19. Juni 2017 wurde der Flugschreiber im Wrack gefunden.

## Technische Daten
| Kenngröße             | Daten                                                            |
| --------------------- | ---------------------------------------------------------------- |
| Besatzung             | 5, 3 oder 2 (Y-8F600)                                            |
| Länge                 | 34,02 m                                                          |
| Spannweite            | 38,00 m                                                          |
| Höhe                  | 11,6 m                                                           |
| Leermasse             | 35.490 kg                                                        |
| max. Startmasse       | 61.000 kg                                                        |
| Höchstgeschwindigkeit | 660 km/h                                                         |
| Marschgeschwindigkeit | 550 km/h                                                         |
| Dienstgipfelhöhe      | 10.400 m                                                         |
| Steigrate             | 10 m/s                                                           |
| Reichweite            | 5615 km                                                          |
| Triebwerke            | vier Zhuzhou WoJiang-6 (WJ-6) Turboprops, je 3.170 kW (4.310 PS) |